# Deklaracja praw kobiety i obywatelki

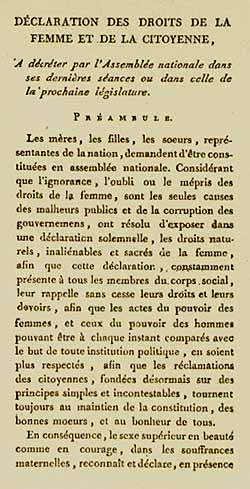
Pierwsza strona Deklaracji praw kobiety i obywatelki

Deklaracja praw kobiety i obywatelki (fr. Déclaration des droits de la femme et de la citoyenne) – tekst napisany w 1791 roku przez francuską feministkę i dramatopisarkę, Olimpię de Gouges. Deklaracja otwarcie nawiązuje do Deklaracji praw człowieka i obywatela, by wykazać porażkę rewolucji francuskiej w dziedzinie praw człowieka, polegającą na równouprawnieniu jedynie mężczyzn wobec braku równouprawnienia kobiet.

## Kontekst historyczny
Deklaracja praw człowieka i obywatela została przyjęta w 1789 roku przez Konstytuantę podczas rewolucji francuskiej. Deklaracja przygotowana i przedstawiona przez markiza de Lafayette stwierdzała, że wszyscy mężczyźni „rodzą się i pozostają wolni i równi w prawach” oraz że te prawa są uniwersalne. Stała się kluczowym dokumentem praw człowieka ujmującym stosunek pomiędzy jednostką a państwem. Deklaracja demaskowała nierówność praw obywateli ze względu na płeć, rasę, klasę i religię. Artykuły nowej konstytucji francuskiej przyjętej w 1791 rozszerzały prawa obywatelskie i polityczne na wszystkich obywateli (w tym protestantów i Żydów, uprzednio dyskryminowanych). W 1790 roku Nicolas de Condorcet i Etta Palm d’Aelders wzywali Konstytuantę do rozszerzenia praw obywatelskich i politycznych na kobiety, ale bez powodzenia. Condorcet zadeklarował, że „ten, kto głosuje przeciwko prawom innej osoby, niezależnie od tego czy ze względu na religię, kolor, płeć czy inne cechy tej osoby, tym samym podważa własne prawa”. Ponieważ władze rewolucyjne nie zamierzały rozszerzyć praw człowieka na kobiety, we wrześniu 1791 roku de Gouges opublikowała Deklarację praw kobiety i obywatelki.

## Treść
Deklaracja praw kobiety i obywatelki wzoruje się na wydanej dwa lata wcześniej Deklaracji praw człowieka i obywatela. Autorka zadedykowała ją Marii Antoninie, „najbardziej znienawidzonej” – jak napisała de Gouges – kobiecie. 
Deklaracja punkt po punkcie naśladuje siedemnaście punktów Deklaracji praw człowieka i obywatela i jak zauważa Camille Naish była to „niemal satyra na... oryginalny dokument”.
W deklaracji znajdują się następujące zapisy:

Ta rewolucja powiedzie się tylko wtedy, gdy wszystkie kobiety staną się w pełni świadome swego godnego pożałowania stanu i praw, które utraciły w społeczeństwie.

Konsekwentnie wzorując się na Deklaracji Praw Człowieka i Obywatela już w pierwszym artykule stwierdza:

Kobieta rodzi się i pozostaje równa mężczyźnie w jego prawach. Dystynkcje społeczne mogą bazować tylko na użyteczności publicznej.

De Gouges rozszerza zwłaszcza szósty artykuł swej deklaracji dając mu prawdziwie rewolucyjne brzmienie:

Wszyscy obywatele, włącznie z kobietami, są równie uprawnieni do piastowania godności publicznych, obejmowania stanowisk i urzędów, zgodnie z ich umiejętnościami i nie innymi przymiotami niż ich cnota i talenty.

De Gouges dla dobitnego wyrażenia swego stanowiska używa następującego argumentu: 

Kobiety mają prawo wejść na szafot, więc muszą również mieć prawo do wejścia na mównicę.